# Alex O'Loughlin
Alex O'Loughlin, de son vrai nom Alexander O'Lachlan, est un acteur et scénariste australo-américain, né le 24 août 1976 à Canberra, Australie.

## Biographie

### Enfance
Alexander O'Lachlan est né le 24 août 1976 à Canberra mais a grandi à Sydney. Son père est professeur de physique et sa mère est infirmière. Ils se séparent lorsqu'il a deux ans. Dès l'âge de 10 ans, il fait des allers-retours entre les deux villes. Il a une sœur d'un an sa cadette.

### Carrière
En 2002, Alex O'Loughlin sort diplômé de l'Institut national d'art dramatique de Sydney et commence sa carrière au théâtre, en jouant dans des pièces de Tchekhov et Tolstoï.
Il commence sa carrière au cinéma en 2004, en jouant le rôle de Jack Flange dans Oyster Farmer. L'année suivante, il tient le rôle de Michael Carter dans le film Feed dont il est également coproducteur et scénariste. Cette même année, sort le film Man-Thing dans lequel Alex O'Loughlin y interprète le rôle du député Eric Fraser.
En 2005, il est pressenti pour succéder à Pierce Brosnan dans le rôle de James Bond, qui est finalement attribué à Daniel Craig.
En 2007, il tient le rôle de Marcus Bohem dans le film The Invisible et celui de Marshall dans August Rush.
Il joue dans la mini-série australienne Mary Bryant (Will Bryant), dans la série The Shield (détective Kevin Hiatt) et tient le rôle principal de la série Moonlight, qui n'aura duré que 16 épisodes. En 2009, il joue dans la série médicale Three Rivers, qui ne dura que 13 épisodes.
Il est à l'affiche des films Whiteout aux côtés de Kate Beckinsale en 2009 et Le Plan B aux côtés de Jennifer Lopez en 2010.
De 2010 à 2020, il incarne pour la télévision le commandant Steve McGarrett dans le remake de la série Hawaï police d'État, rebaptisée Hawaii 5-0.

### Vie privée
Alex O'Loughlin a un premier enfant : Saxon, né en 1997. Il a eu une relation pendant quatre ans avec la chanteuse australienne Holly Valance, ils se sont séparés en 2009. Il est en couple depuis 2011 avec Malia Jones, une mannequin et ancienne surfeuse professionnelle, avec qui il s'est marié le 18 avril 2014. Ensemble ils ont un fils : Lion, né le 25 octobre 2012.
Il est surnommé AOL, est un grand fan de motos et de rock et adore jouer de la guitare. Il a plusieurs tatouages : un sur le bas du dos, deux sur le torse et un sur chaque épaule. On peut parfois apercevoir les restes d'anciens tatouages sur chacun de ses avant-bras.
Il a fait la plupart de ses cascades dans Moonlight et a eu différents entraînements d'arts martiaux, tels que le kung-fu et le tai-chi.
Il a des origines irlandaises et écossaises et parle assez bien l'italien.
Il est l'ambassadeur de l'association Donate Life America.

## Filmographie

### Cinéma

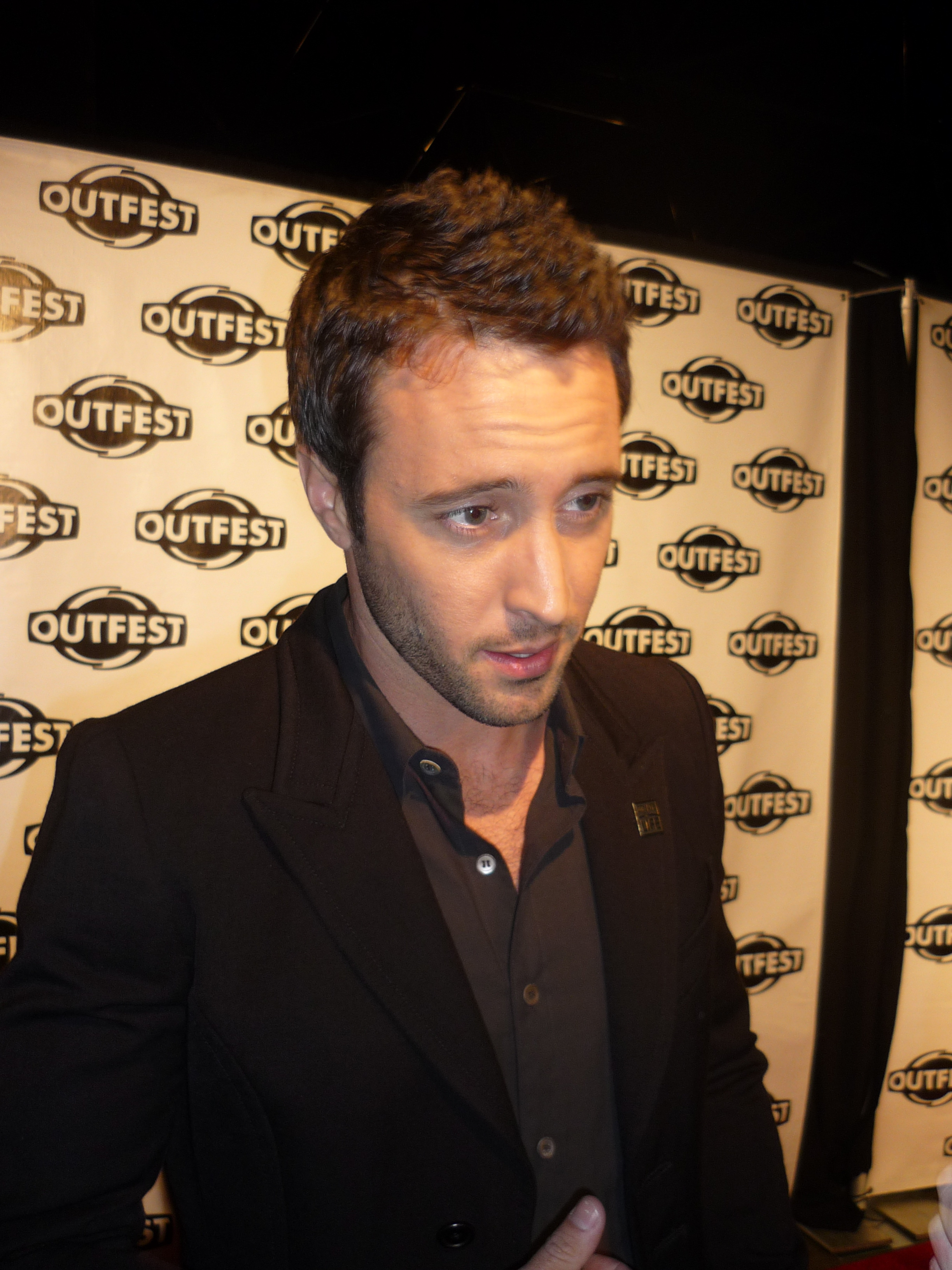
Alex O'Loughlin en 2009.

- 2004 : BlackJack: Sweet Science de Peter Andrikidis : Luke Anderson
- 2005 : Oyster Farmer de Anna Reeves : Jack Flange
- 2005 : Man-Thing de Brett Leonard : Shérif adjoint Eric Fraser
- 2005 : Feed de Brett Leonard : Michael Carter (+ scénario)
- 2006 : The Holiday de Nancy Meyers : Couple qui s'embrasse
- 2007 : The Invisible de David S. Goyer : Marcus Boehm
- 2007 : August Rush de Kirsten Sheridan : Marshall
- 2009 : Whiteout de Dominic Sena : Russell Haden
- 2010 : Le Plan B d’Alan Poul (en) : Stan

### Télévision

#### Séries télévisées
- 2003 : White Collar Blue : Ian Mack (saison 2 ; 1 épisode)
- 2005 : Mary Bryant de Peter Andrikidis : Will Bryant (3 épisodes)
- 2007 : Moonlight de Ron Koslow et Trevor Munson : Mick St. John (16 épisodes)
- 2007 : The Shield de Shawn Ryan : inspecteur Kevin Hiatt (saison 6 ; 7 épisodes)
- 2009 : Esprits criminels : Vincent Rowlings (saison 4 ; 22 épisode)
- 2009-2010 : Three Rivers : Dr Andy Yablonski (13 épisodes)
- 2010-2020 : Hawaii 5-0 : commandant Steven « Steve » McGarrett (saisons 1 à 10 ; 239 épisodes)

## Distinctions

### Récompenses
- 2008 : « Meilleure nouvelle série TV dramatique » aux People's Choice Awards pour Moonlight
- 2010 : « Personnalité de l'année » pour son action en faveur de Donate Life America
- 2011 : « Meilleure nouvelle série TV dramatique » aux People's Choice Awards pour Hawaii 5-0
- 2011 : « Acteur de l'année » selon GQ Magazine
- 2013 : « Acteur de série télé le plus glamour de l’année » dans Hawaii 5-0 au festival de télévision de Monte-Carlo 2013

### Nominations
- 2005 : « Meilleur premier rôle à la télévision » (Best Lead Actor in TV) dans Mary Bryant aux AFI Awards
- 2006 : « Meilleur acteur dans une série dramatique » (Most Outstanding Actor in a Drama Serie) dans Mary Bryant aux Logie Awards

## Voix françaises
| - David Krüger dans : - The Invisible - Moonlight (série télévisée) - Alexis Victor dans : - August Rush - Hawaii 5-0 (série télévisée) | - Dominique Guillo dans : - The Shield (série télévisée) - Le Plan B et aussi : - Vincent Barazzoni dans Man-Thing - Axel Kiener dans Whiteout - Damien Ferrette dans Three Rivers (série télévisée) |